# Équipe d'Espagne féminine de football des moins de 19 ans
Cet article traite de l'équipe féminine. Pour l'équipe masculine, voir Équipe d'Espagne des moins de 19 ans de football.
Maillots
L’équipe d'Espagne de football féminin des moins de 19 ans est constituée par une sélection des meilleures joueuses espagnoles de moins de 19 ans sous l'égide de la Fédération d'Espagne de football. 

## Parcours

### Parcours en Coupe du monde
La compétition est passée en catégorie des moins de 20 ans à partir de 2006.
- 2002 : Non qualifiée
- 2004 : Premier tour

### Parcours en Championnat d'Europe
- 1998 : Non qualifiée
- 1999 : Non qualifiée
- 2000 :  Deuxième
- 2001 : Demi-finaliste
- 2002 : Phase de groupes
- 2003 : Phase de groupes
- 2004 :  Vainqueur
- 2005 : Non qualifiée
- 2006 : Non qualifiée
- 2007 : Phase de groupes
- 2008 : Phase de groupes
- 2009 : Non qualifiée
- 2010 : Phase de groupes
- 2011 : Phase de groupes
- 2012 :  Deuxième
- 2013 : Non qualifiée
- 2014 :  Deuxième
- 2015 :  Deuxième
- 2016 :  Deuxième
- 2017 :  Vainqueur
- 2018 :  Vainqueur
- 2019 : Demi-finaliste
- 2020 - 2021 : Editions annulées
- 2022 :  Vainqueur
- 2023 :  Vainqueur
- 2024 :   Vainqueur
- 2025 :   Vainqueur